# جيليان شونج
جيليان شونج (بالصينية: 鍾欣潼) هي مغنية وممثلة صينية، ولدت في 21 يناير 1981 بهونغ كونغ في الصين.

## أعمال

### أفلام
- (2001) شاولين سوكر

## وصلات خارجية
- جيليان شونج على موقع IMDb (الإنجليزية)
- جيليان شونج على موقع ألو سيني (الفرنسية)
- جيليان شونج على موقع ميوزك برينز (الإنجليزية)
- جيليان شونج على موقع أول موفي (الإنجليزية)
- جيليان شونج على موقع قاعدة بيانات الفيلم (الإنجليزية)
- جيليان شونج على موقع كينوبويسك (الروسية)